# Hôtel de ville de La Courneuve
L'hôtel de ville de La Courneuve est le principal bâtiment administratif de La Courneuve, commune française du département de la Seine-Saint-Denis en région Île-de-France. Il est situé rue de la Convention, face à l'avenue de la République, qui se sépare et l'entoure de part et d'autre.

## Historique

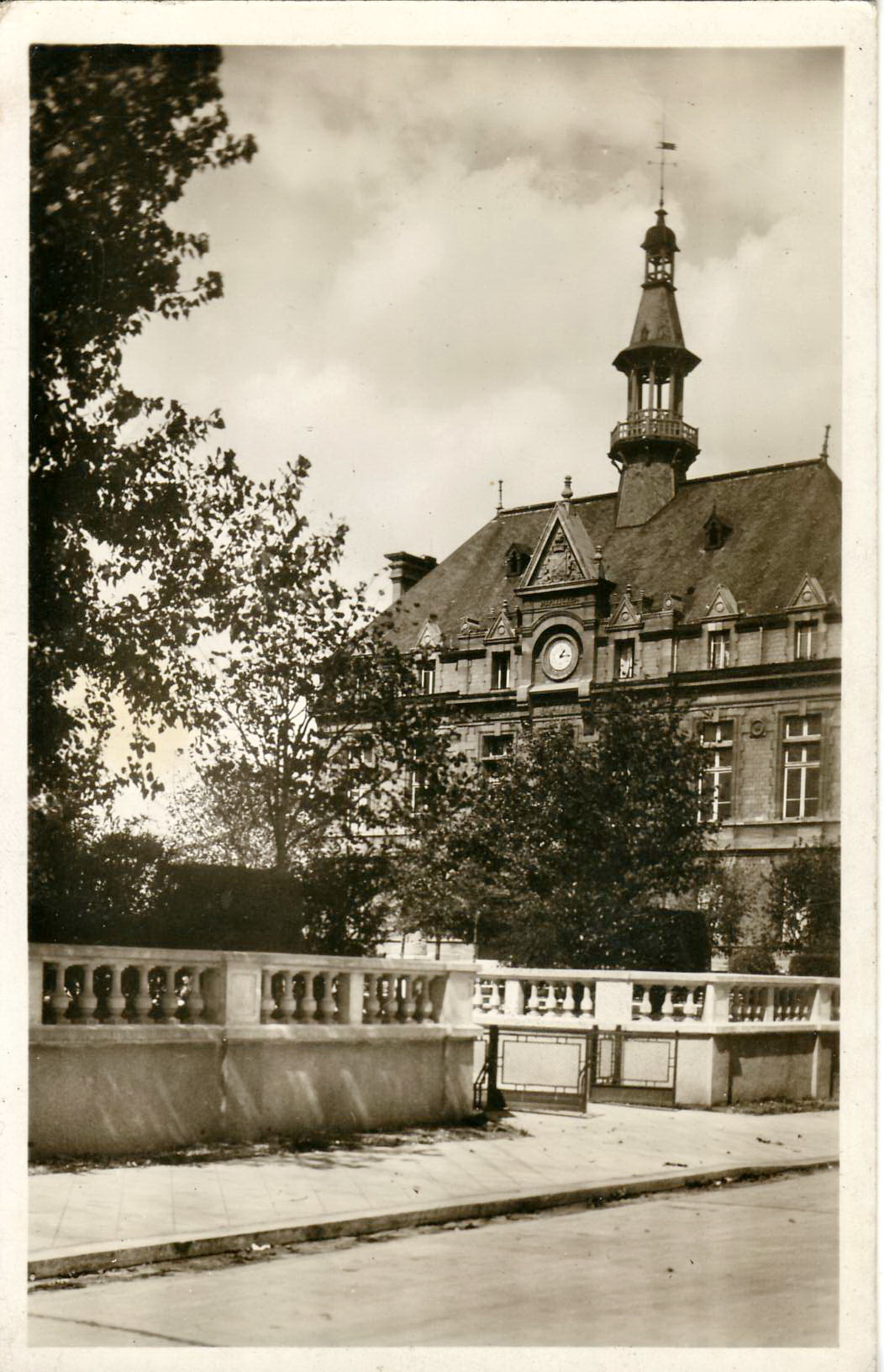
Dans les années 1930.

La commune disposait en 1783 d'une maison destinée aux assemblées communales, mais son emplacement est inconnu. À la Révolution, elle fut établie dans un autre bâtiment, tout d'abord loué puis acheté en 1837 auprès du sieur Toffier, pour la somme de 8 000 francs. Elle était située dans le quartier de Saint-Lucien, et son entrée donnait rue de Bondy, aujourd'hui la rue de la Convention.
La construction de l'actuelle mairie, rendue nécessaire par la croissance de la population, est décidée en 1898. La municipalité souhaite en même temps aménager une grande place centrale pour les événements publics. Les travaux principaux sont stoppés en 1908 et ne sont vraiment achevés qu'en 1921.
Le développement de la ville vers le nord modifiera l’usage prévu de l’hôtel de ville. Alors que l’entrée, avec son campanile avait été pensé vers la voie ferrée au sud, elle est aujourd’hui de l’autre côté où était l’entrée de service.
Culminant à 30 mètres et construit en 1909, le campanile fait l'objet d'importants travaux de réfection en 2022 pour 670 000 euros incluant une reprise de la charpente en chêne.

## Description

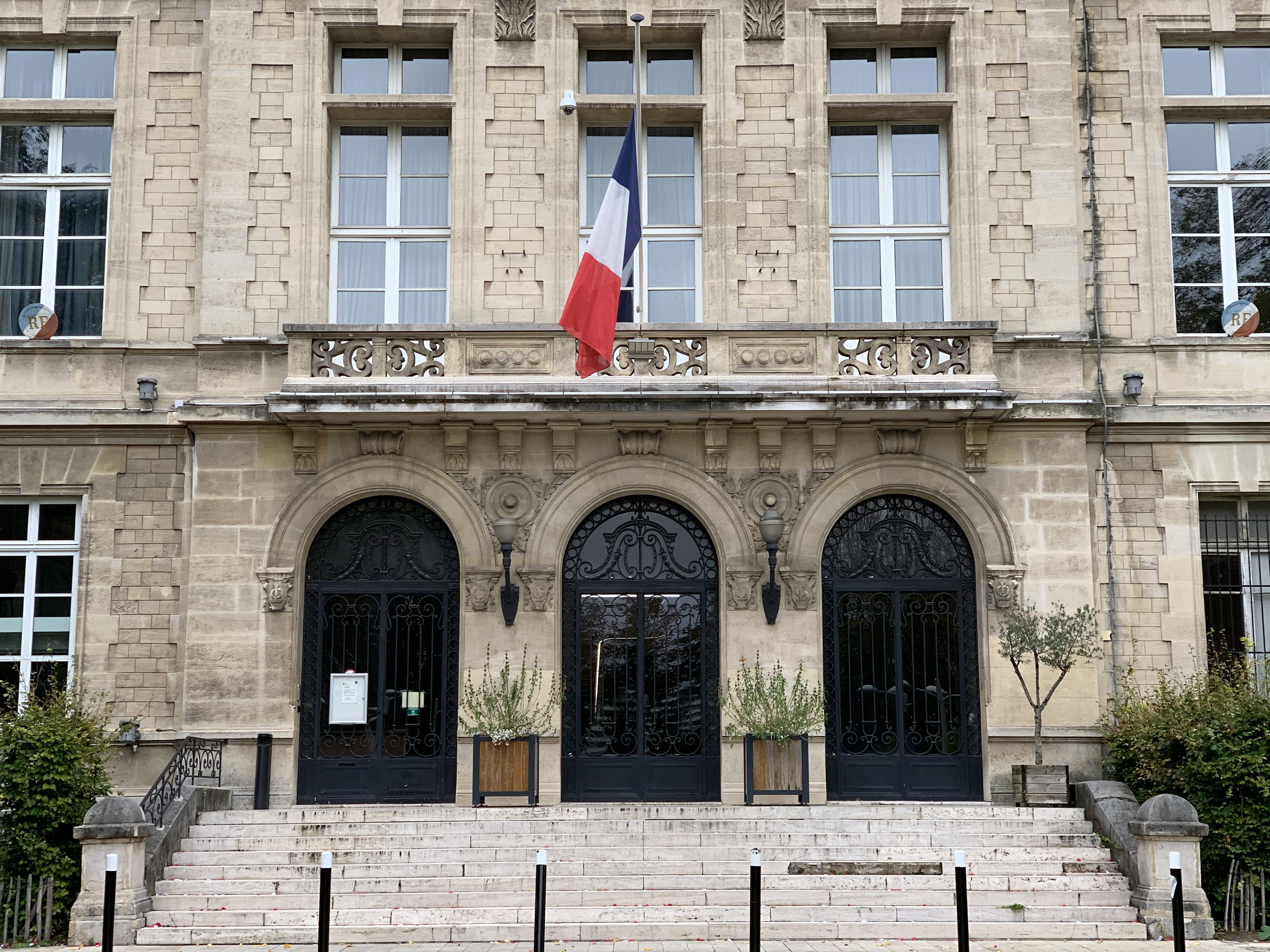
Mairie de La Courneuve en 2019.

Ce bâtiment de trois étages avec sept axes de fenêtres a une haute tourelle au-dessus de l'axe central, qui est couronnée d'une lanterne. Sous elle se trouve une horloge surmontée des armoiries de la ville dans un pignon triangulaire.
Derrière cet édifice se trouve le square Jean-Moulin.